# Котыркольская волость
Котыркольская волость — казахская кочевая волость в Кокшетауском уезде Акмолинской области.

## История
Котыркольская волость создана в 18 году при объединение Майли-Балта-Атагаевской и Исен-Бакты-Киреевской волостей. Названа по одноименному озеро.

## Генеалогия
Предводитель рода Берды.

## Территория
реки Татымбет, Кайракты, Джаны-Су; Руч. - Баймурзы-Булак, Еске-Булак, Ак-Тобе, Тысты-Озек, Узун-Булак, Кайнар-Булак, Ораз-Булак, Сары-Булак, Узень, Агар-Булак, Джартас, Айгак. Озера Борлы, Джокей. Кара-Джар, Булак-Чолкар, Донгулюк-Коль, Джартас-Булак, Торайгыр-Чолкар, Копа-Куль, Чобак-Кола, Джиланды-Куль. Урочища
- Коксал, Ала-Тай, Терс-Кстау, Чок-Кызыл, Баймурза-Кара, Ерубай-Чилик, Узун-Карагай, Орта-Улен, Кара-Кстау, Тас-Чоку, Джаркаин.

## Административное деление
Делилась на 8 административных аулов:
| Название административного аула (старшинство) | Число кибиток (1905) Щербина, МПЗК | Число хозяйственных аулов | Отделение подрода                                                      |
| --------------------------------------------- | ---------------------------------- | ------------------------- | ---------------------------------------------------------------------- |
| 1                                             | 153                                | 19                        | Абыз                                                                   |
| 2                                             | 126                                | 13                        | Инегельды, Абыз, Берды, Токумбет, Культаба                             |
| 3                                             | 156                                | 17                        | Кенжигора, Бертис, Ажиболат                                            |
| 4                                             | 193                                | 18                        | Инегельды, Берды, Амангельде, Туголь, Конур, Тауке, Джамансары, Сабике |
| 5                                             | 244                                | 25                        | Кыргыз-Ельчке, Эльток-Коку, Юйсын                                      |
| 6                                             | 239                                | 19                        | Сары, Суюндык-кара, Ельток                                             |
| 7                                             | 227                                | 31                        | Караменде, Туйгун, Бабак                                               |
| 8                                             | 305                                | 33                        | Валихан, Иткара, Ак-киик, Джарымбет, Кадыр, Сары, Сагындык, Алчин,     |
| 9                                             | 174                                | 13                        | Кыргыз                                                                 |
| Всего                                         | 1817                               |                           |                                                                        |

## Главы
- Тоқсанбай Алшыбеков, кандидаты Өмірқұл Тоғалақов.
- Ауылные бии:
- Баба Балбыров, Кенжесары Құнанбаев, Тілеп Саябаев, Битан Жантілесов, Баймақ Базаров, Оразəлі Майлыбаев, Көбен Ескенин, Əбіш Бекбаев, Сүлеймен Бақин, Сəтбай Раев,

Мұқан Байғожин жəне Бекмағамбер Байсарин.